# مارک وست
مارک وست (انگلیسی: Mark West؛ زاده ۵ نوامبر ۱۹۶۰) یک بازیکن بسکتبال اهل ایالات متحده آمریکا است.